# Tereza Podařilová
Tereza Podařilová (* 27. srpna 1972 Praha) je česká tanečnice, emeritní sólistka Národního divadla v Praze. V současnosti působí tamtéž jako baletní mistr.

## Život
Je absolventkou Taneční konzervatoře v Praze, kterou dokončila v roce 1990. Připravovala se také na stáži v Kolíně nad Rýnem.
Hned po dokončení studií na konzervatoři získala angažmá v Národním divadle v Praze. První menší sólové role tančila jako záskok ve Spící krasavici po boku Jana Kadlece, první hlavní rolí byla Kitri v Donu Quijotovi. Po jednoznačném úspěchu v této roli podepsala v roce 1992 sólovou smlouvu. V roce 2003 se stala první sólistkou souboru. Působí jako baletní mistr baletu Národního divadla v Praze.

## Repertoár
V Národním divadle za dobu svého působení ztvárnila Podařilová většinu hlavních rolí kmenového baletního repertoáru. Díky vynikající technice bez komplikací zvládá role klasické (Sylvie ve stejnojmenném baletu, Kitri v Donu Quijotovi, Odetty a Odilie v Labutím jezeru ad.) i v moderních představeních. Vynikající ohlas měla jako Kateřina ve Zkrocení zlé ženy i jako Taťána v Oněginovi.
Spolupracovala s řadou významných žijících choreografů a nastudovala role v baletech slavných choreografů minulosti, ráda by ale tančila ještě v dílech Kennetha Mac Millana nebo Jeroma Robbinse.
Výjimečná je její dlouhodobá spolupráce s akademickým malířem Janem Kunovským, díky níž vzniklo například sólové představení Sirael, uvedené na komorní scéně Národního divadla v divadle Kolowrat.

## Ocenění
Podařilová jako první tanečnice v historii je čtyřnásobnou držitelkou ceny Thálie – za titulní roli v baletu Carmen nastudovanou v roce 1997, za Kateřinu ve Zkrocení zlé ženy (2003), za Taťánu v Oněginovi (2005) a za Markýzu de Merteuil v baletu Valmont (2014).
Za roli Taťány obdržela rovněž cenu Puskin Legacy Award v roce 2000. Již ve třetím roce svého působení v Národním divadle (a po jedné sezóně jako sólistka) získala prestižní Philip Morris Ballet Flower Award. Je také nositelkou čestné plakety Národního divadla a ceny Komerční banky „Kobanadi“ za rok 2006.